# Rudolf Rieger
Rudolf Rieger (ur. 5 stycznia 1916 w Brunn am Gebirge, zm. 13 marca 1996 w Admont) – austriacki skoczek narciarski, uczestnik Zimowych Igrzysk Olimpijskich 1936 w Garmisch-Partenkirchen.

## Igrzyska olimpijskie
Rudolf Rieger uczestniczył w Zimowych Igrzyskach Olimpijskich 1936 w Garmisch-Partenkirchen. Na tych igrzyskach wystąpił w zawodach na skoczni normalnej K-80. Zawody ukończył na 26. miejscu wśród 48 zawodników biorących udział w konkursie. Zawody zostały zdominowane przez Norwegów, którzy zajęli trzy miejsca w pierwszej piątce zawodów.
Były to jego jedyne igrzyska w karierze.